# Cá thanh ngọc lùn
Cá thanh ngọc lùn hay cá bãi trầu lùn, cá bảy trầu lùn (Danh pháp khoa học: Trichopsis pumila) là một loài cá thuộc họ Cá sặc trong chi Trichopsis (cá thanh ngọc hay cá bã trầu) phân bố ở vùng Đông Nam châu Á, từ Myanma, Thái Lan tới Việt Nam và bán đảo Mã Lai. Ghi chép về sự có mặt của loài này tại các đảo Sumatra, Borneo và Java ở Indonesia. Loài này cũng phân bố tới nhiều quốc gia khác qua con đường buôn bán cá cảnh.

## Đặc điểm
Cá thanh ngọc lùn dài nhất khoảng 4 cm. Gai vây hậu môn: 6-8. Có 24-28 tia mềm vây hậu môn phân nhánh; 13 hàng vảy nằm ngang; và từ 2 trở lên các sọc sẫm màu nằm dọc theo thân. Vây hậu môn với một ít tia vây mềm giống như sợi chỉ thuôn dài, mở rộng về phía sau gần như tới chỏm vây đuôi; có vết đen phía trên gốc ngực. Cá Bảy trầu đực to khi ở trong trạng thái sung mãn thì có màu xanh ngọc.

## Hành vi
Cá thanh ngọc nuôi thả chung thường khá nhát nên bấn loạn và suốt ngày không quan tâm đến nhau. Tuy nhiên khi được nuôi cách ly trong thời gian khoảng 1 tháng trở lên, bản tính bảo vệ lãnh thổ của cá được phát triển, nên khi cho vào chung bể thì chúng có biểu hiện vờn nhau, các động tác nối đuôi lượn xoay vòng quanh nhau rồi phồng mang và quạt đuôi vào nhau. Chúng bắt đầu lao vào cắn nhau và một điều đặc biệt là chúng phát ra tiếng kêu rột rột như loài ếch nhái. Khi chọi nhau, chúng cắn nhau rất mạnh làm nước sánh (văng, bắn) ra ngoài bể, thỉnh thoảng chúng câu (chu) mỏ. Trong cuộc chiến, hai con ngửa bụng lên có khi hàng giờ liền. Khi sinh sản, trứng chìm xuống đáy và sau đó được cá bố mẹ thu thập lại và gắn vào tổ bọt.

## Môi trường sống
Cá sống trong môi trường nước ngọt miền nhiệt đới, tầng giữa hoặc đáy, trong các môi trường nước sâu, độ pH: 6.0 – 7.0, độ cứng dH: 5 – 19, nhiệt độ: 25 – 28 °C, hoặc vùng nước ngọt nông, chảy chậm (cá thường không nhiều và nhỏ con) hoặc nước tù với thảm thực vật thủy sinh dày. Là loài phổ biến trong khu vực hạ lưu sông Salween cũng như trung lưu và hạ lưu sông Mekong, phía dưới thác Khone. Cá cư ngụ nơi các vũng nước, kênh dẫn và ao nhỏ, thường là các vùng nước tĩnh và đục nơi có nhiều cây cỏ và đôi khi nghèo oxy hoà tan và cũng được tìm thấy trong các khu đồng ruộng ngập nước ở trung lưu Mekong. Thức ăn là động vật phiêu sinh, động vật giáp xác và ấu trùng côn trùng.

## Giá trị
Cá thanh ngọc lùn được nuôi làm cảnh. Thường không phải cá có giá trị thương mại, đôi khi được mua bán như là một bộ phận của các mẻ đánh bắt hỗn tạp tại các khu chợ. Nói chung hay được thấy trong buôn bán cá cảnh. Cá thanh ngọc cũng được dùng để giải trí bằng cách cho cá đực chọi nhau sau khi được cách ly một thời gian dựa vào hành vi của chúng.